# Paralastor xanthochromus
Paralastor xanthochromus är en stekelart som beskrevs av Perkins 1914. Paralastor xanthochromus ingår i släktet Paralastor och familjen Eumenidae. Inga underarter finns listade i Catalogue of Life.